# نظائر الروديوم
يوجد عنصر الروديوم في الطبيعة على هيئة نظير وحيد وهو روديوم-103 103Rh، بالتالي ينتمي الروديوم إلى العناصر أحادية النويدة؛ بالمقابل، للروديوم 33 نظير مشع مصطنع بالإضافة إلى 20 مصاوغ نووي. أكثر النظائر المشعة المصطنعة استقراراً هو النظير روديوم-101 101Rh بعمر نصف مقداره 3.3 سنة؛ والنظير روديوم-102 102Rh بعمر نصف مقداره 207 يوم؛ والنظير روديوم-99 بعمر نصف مقداره 16.1 يوم. أما أكثر المصاوغات النووية استقراراً فهو 102mRh بعمر نصف 2.9 سنة؛ و101mRh بعمر نصف 4.34 يوم.
بالنسبة لنمط اضمحلال النشاط الإشعاعي فإنه يتعلق بالعدد الكتلي؛ فالنظائر ذات العدد الكتلي الأقل من 103 يكون نمط الاضمحلال الرئيسي لها على هيئة التقاط إلكترون، ويكون ناتج الاصمحلال الرئيسي من نظائر الروثينيوم الموافقة؛ أما النظائر ذات العدد الكتلي الأكبر من 103 فيكون نمط الاضمحلال الرئيسي لها على هيئة اضمحلال بيتا ويكون ناتج الاصمحلال الرئيسي من نظائر البلاديوم الموافقة.